# Macrocystidia
Macrocystidia Joss. (mięsichówka) – rodzaj grzybów z rzędu pieczarkowców (Agaricales).

## Systematyka i nazewnictwo
Pozycja w klasyfikacji według Index Fungorum: Macrocystidiaceae, Agaricales, Agaricomycetidae, Agaricomycetes, Agaricomycotina, Basidiomycota, Fungi.
Synonimy naukowe: Galeromycena Velen., Macrocystis R. Heim.
Polską nazwę nadał Władysław Wojewoda w 2003 r. W polskim piśmiennictwie mykologicznym należące do tego rodzaju gatunki opisywane były także jako bedłka, mięsicha, drobniak, nicówka, skórzak.
Gatunki:
- Macrocystidia africana Singer 1973
- Macrocystidia cucumis (Pers.) Joss. – mięsichówka ogórkowonna
- Macrocystidia incarnata Singer 1973
- Macrocystidia indica Saini, Atri & Singer 1982
- Macrocystidia occidentalis Singer 1952
- Macrocystidia reducta E. Horak & Capellano 1980

Nazwy naukowe na podstawie Index Fungorum. Nazwy polskie według Władysława Wojewody.